# Tiracola nebulifera
Tiracola nebulifera är en fjärilsart som beskrevs av W. Warren 1913. Tiracola nebulifera ingår i släktet Tiracola och familjen nattflyn. Inga underarter finns listade i Catalogue of Life.

## Bildgalleri

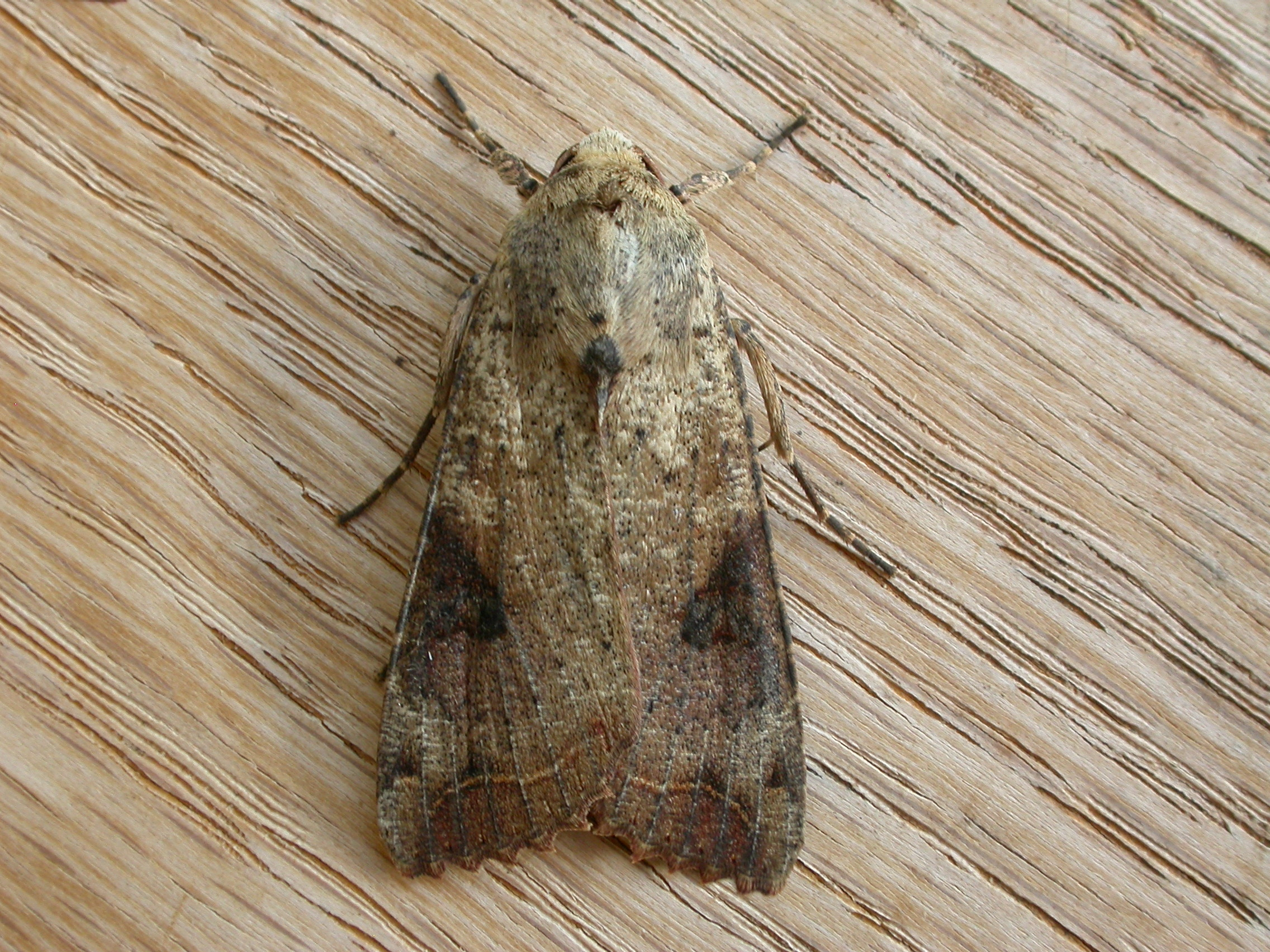